# Nation (roman)
Pour les articles homonymes, voir Nation (homonymie).
Nation (titre original : Nation) est un roman de Terry Pratchett de 2008. C'est le premier roman hors de la série du Disque-monde depuis Johnny et la Bombe en 1996. Il a été publié le 11 septembre 2008 en Grande-Bretagne et en mai 2010 en France chez les éditions L'Atalante, traduit par Patrick Couton.
Ce roman fantastique se déroule dans un monde alternatif au nôtre dans les années 1870.

## Accueil critique
Le roman de Terry Pratchett a reçu un bon accueil critique au Royaume Uni et aux États Unis : The Independent qualifie Nation de « l'un de ses meilleurs livres à ce jour », The Washington Post d'« histoire passionnante » ; selon The Guardian : « Nation a des choses profondes, subtiles et originales à dire sur l'interaction entre la tradition et la connaissance, la foi et le questionnement ».